# Bianca Andreescu
Bianca Vanessa Andreescu (Mississauga, Ontario, 16 de junio de 2000) es una jugadora de tenis profesional canadiense de ascendencia rumana.
Su mejor clasificación en la WTA fue la número 4 del mundo, alcanzada el 21 de octubre de 2019 tras ganar el US Open ante Serena Williams. En dobles alcanzó número 147 del mundo, que llegó el 16 de julio de 2018. Su primer título fue el Premier Mandatory de Indian Wells, donde derrotó a la ex número uno Angelique Kerber en la final. Es la tenista más joven en ganar un premier mandatory.
En 2019 se convirtió en la primera mujer canadiense en ganar un torneo de Grand Slam al vencer a Serena Williams en la final del US Open. Es además la primera tenista, ATP O WTA, de la generación del 2000 en ganar un título en sencillos.

## Biografía
Andreescu nació en Mississauga, Ontario, hija de Nicu y Maria Andreescu. Sus padres emigraron de Rumania a Canadá en 1994 cuando su padre aceptó un trabajo en el país. El padre de Andreescu trabaja como ingeniero mecánico en una empresa automotriz, mientras que su madre había trabajado en un banco en Rumania. Su familia se mudó de regreso a Rumania cuando Bianca tenía seis años para que su madre pudiera comenzar un negocio en su país de origen. Después de dos años y medio, cerraron el negocio y regresaron a Canadá. Desde entonces, su madre ha trabajado como directora de cumplimiento en una empresa de servicios financieros. Andreescu comenzó a jugar tenis en Pitești a la edad de siete años. Inicialmente fue entrenada por Gabriel Hristache, un amigo de su padre. Cuando regresó a Canadá, se entrenó en el Ontario Racquet Club en Mississauga antes de mudarse al U14 National Training Centre en Toronto operado por Tennis Canada. Comenzó a entrenar más seriamente a la edad de 12 años.

## Carrera profesional
En Canadá, se entrenó en el Club de tenis de Mississauga y en Toronto. Desde los doce años Bianca practica el yoga y la meditación diariamente, lo que según ella le permite concentrarse y resistir mejor las contrariedades del juego. Admira a la tenista rumana Simona Halep y a la belga Kim Clijsters. Intervino por vez primera en un Grand Slam en el Campeonato de Wimbledon 2017 tras superar la fase previa. Bianca había debutado ya en ese mismo año en la WTA en el Citi Open 2017, donde había recibido una wildcard para el cuadro principal. Venció a Camila Giorgi en primera ronda, a Kristina Mladenovic, número 13 del mundo, en segunda ronda, y perdió en cuartos de final con Andrea Petković.
Empieza 2019 con muy buenos resultados, culminados con una segunda ronda en el Abierto de Australia tras pasar la fase previa, lo que la impulsó por primera vez en su carrera al top-100 de la WTA. Además, en la última semana de enero, estrenó su palmarés de títulos WTA logrando el Challenger de Newport Beach (WTA 125ks). En marzo se alzó con el título de Indian Wells, derrotando en la final a la alemana Angelique Kerber: ese fue su primer título en el circuito profesional de la WTA.

## Clasificación en torneos del Grand Slam
| Torneo           | 2017 | 2018 | 2019 | 2020 | 2021 | 2022 | 2023 | 2024 | G-P   | Títulos |
| ---------------- | ---- | ---- | ---- | ---- | ---- | ---- | ---- | ---- | ----- | ------- |
| Australia        | -    | Q1   | 2R   | -    | 2R   | -    | 2R   | -    | 3-3   | 0/3     |
| Roland Garros    | Q1   | Q3   | 2R   | -    | 1R   | 2R   | 3R   | 3R   | 6-5   | 0/5     |
| Wimbledon        | 1R   | Q3   | -    | ND   | 1R   | 2R   | 3R   | 3R   | 5-5   | 0/5     |
| Estados Unidos   | Q1   | Q1   | G    | -    | 4R   | 3R   | -    | 1R   | 12-3  | 1/3     |
| Ganados/Perdidos | 0-1  | 0-0  | 9-2  | 0-0  | 4-4  | 4-3  | 5-3  | 4-3  | 26-15 | 1/16    |

## Torneos de Grand Slam

### Individual

#### Títulos (1)
| Año  | Campeonato         | Oponente en la final | Resultado |
| 2019 | Abierto de EE. UU. | Serena Williams      | 6-3, 7-5  |

### Dobles mixto

#### Finalista (1)
| Año  | Torneo        | Pareja        | Oponentes en la final | Resultado        |
| 2023 | Roland Garros | Michael Venus | Miyu Kato Tim Puetz   | 6-4, 4-6, [6-10] |

## Títulos WTA (3; 3+0)

### Individual (3)
| Leyenda                                |
| Grand Slam (1)                         |
| WTA Tour Championships (0)             |
| WTA Elite Trophy (0)                   |
| P. Mandatory & Premier 5, WTA 1000 (2) |
| Premier, WTA 500 (0)                   |
| International, WTA 250 (0)             |

| N.º | Fecha                   | Torneo            | Superficie | Oponente en la final | Resultado     |
| --- | ----------------------- | ----------------- | ---------- | -------------------- | ------------- |
| 1.  | 17 de marzo de 2019     | Indian Wells      | Dura       | Angelique Kerber     | 6-4, 3-6, 6-4 |
| 2.  | 11 de agosto de 2019    | Toronto           | Dura       | Serena Williams      | 3-1, ret.     |
| 3.  | 7 de septiembre de 2019 | Abierto de EE.UU. | Dura       | Serena Williams      | 6-3, 7-5      |

#### Finalista (4)
| N.º | Fecha               | Torneo           | Superficie | Oponente en la final | Resultado        |
| --- | ------------------- | ---------------- | ---------- | -------------------- | ---------------- |
| 1.  | 6 de enero de 2019  | Auckland         | Dura       | Julia Görges         | 6-2, 5-7, 1-6    |
| 2.  | 3 de abril de 2021  | Miami            | Dura       | Ashleigh Barty       | 3-6, 0-4, ret.   |
| 3.  | 25 de junio de 2022 | Bad Homburg      | Hierba     | Caroline Garcia      | 7-6(5), 4-6, 4-6 |
| 4.  | 16 de junio de 2024 | 's-Hertogenbosch | Hierba     | Liudmila Samsonova   | 6-4, 3-6, 5-7    |

### Dobles (0)
| Leyenda                                |
| -------------------------------------- |
| Grand Slam (0)                         |
| Juegos Olímpicos (0)                   |
| WTA Tour Championships (0)             |
| P. Mandatory & Premier 5, WTA 1000 (0) |
| Premier, WTA 500 (0)                   |
| International, WTA 250 (0)             |

#### Finalista (1)
| N.º | Fecha                    | Torneos | Superficie | Pareja           | Oponentes en la final         | Resultado |
| --- | ------------------------ | ------- | ---------- | ---------------- | ----------------------------- | --------- |
| 1.  | 17 de septiembre de 2017 | Quebec  | Dura (i)   | Carson Branstine | Tímea Babos Andrea Hlaváčková | 3-6, 1-6  |

## Títulos ITF

### Individual (5)
| Legend                       |
| ---------------------------- |
| Torneos de $100 000          |
| Torneos de $80 000           |
| Torneos de $60 000           |
| Torneos de $25 000           |
| Torneos de $10 000 / $15 000 |

| N.º | Fecha                   | Torneo                          | Premio | Superficie    | Rival                       | Marcador            |
| --- | ----------------------- | ------------------------------- | ------ | ------------- | --------------------------- | ------------------- |
| 1.  | 14 de agosto de 2016    | Gatineau, Canadá                | 25 000 | Dura          | Elizabeth Halbauer          | 6-2, 7-5            |
| 2.  | 26 de febrero de 2017   | Rancho Santa Fe, United States  | 25 000 | Dura          | Kayla Day                   | 6-4, 6-1            |
| 3.  | 1 de abril de 2017      | Santa Margherita di Pula, Italy | 25 000 | Tierra batida | Bernarda Pera               | 6-7(8), 6-2, 7-6(8) |
| 4.  | 21 de octubre de 2018   | Florence, Estados Unidos        | 25 000 | Dura          | Mari Osaka                  | 6-4, 2-6, 6-3       |
| 5.  | 18 de noviembre de 2018 | Norman, Estados Unidos          | 25 000 | Dura          | María Camila Osorio Serrano | 6-1, 6-0            |

### Dobles (3)
| Legend                       |
| ---------------------------- |
| Torneos de $100 000          |
| Torneos de $80 000           |
| Torneos de $60 000           |
| Torneos de $25 000           |
| Torneos de $10 000 / $15 000 |

| N.º | Fecha                 | Torneo           | premio | Superficie | Pareja                       | Rivales                             | Marcador         |
| --- | --------------------- | ---------------- | ------ | ---------- | ---------------------------- | ----------------------------------- | ---------------- |
| 1.  | 8 de agosto de 2016   | Gatineau, Canadá | 25 000 | Dura       | Charlotte Robillard-Millette | Mana Ayukawa Samantha Murray        | 4-6, 6-4, [10-6] |
| 2.  | 28 de octubre de 2017 | Saguenay, Canadá | 60 000 | Dura (i)   | Carol Zhao                   | Francesca Di Lorenzo Erin Routliffe | w/o              |
| 3.  | 22 de julio de 2018   | Gatineau, Canadá | 25 000 | Dura       | Carson Branstine             | Hsu Chieh-yu Marcela Zacarías       | 4-6, 6-2, [10-4] |